# Scopula confusa
Scopula confusa là một loài bướm đêm trong họ Geometridae.